# Протома

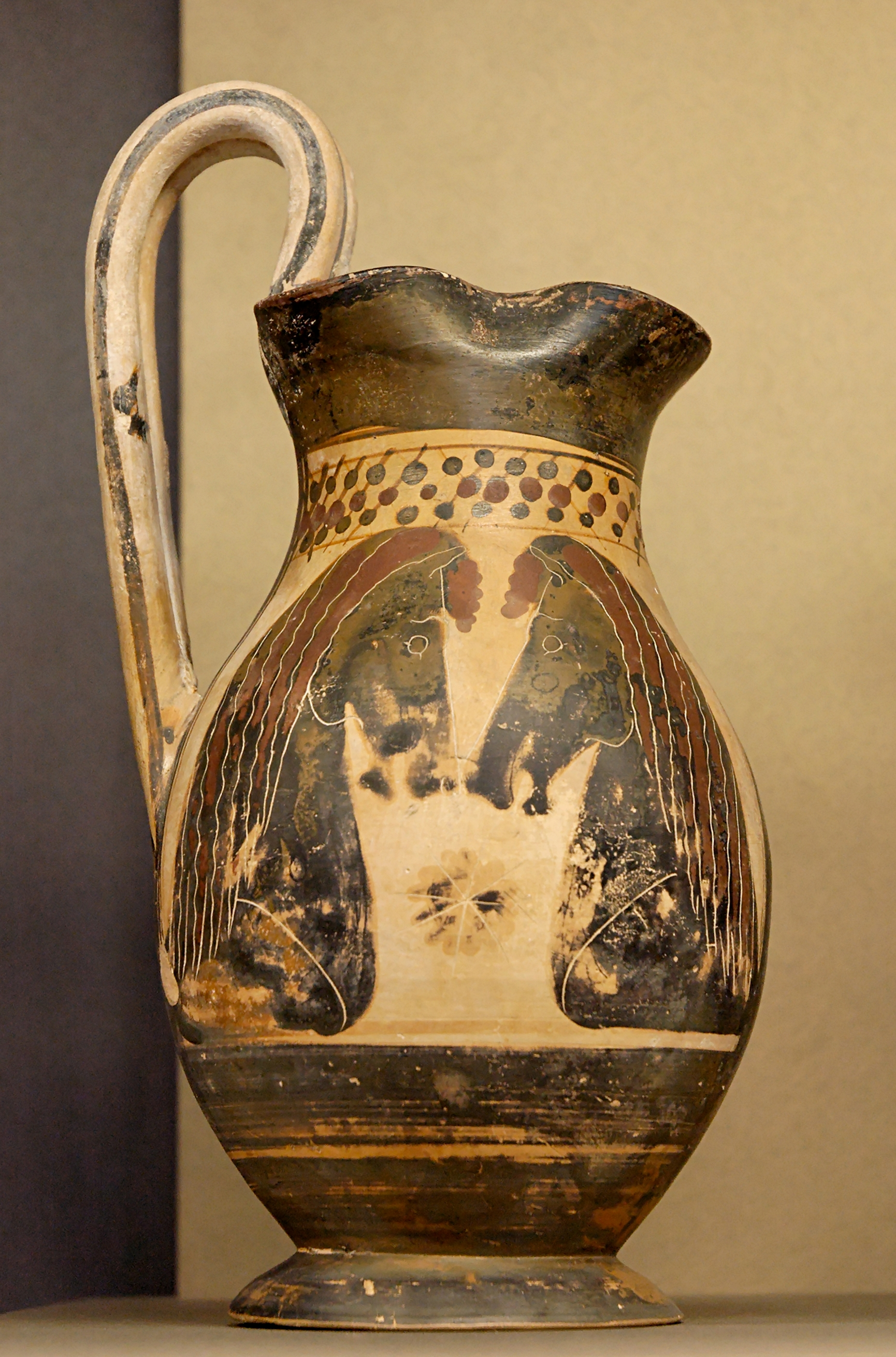
Ольпа в Луврі, V. в. до н. е., Коринф

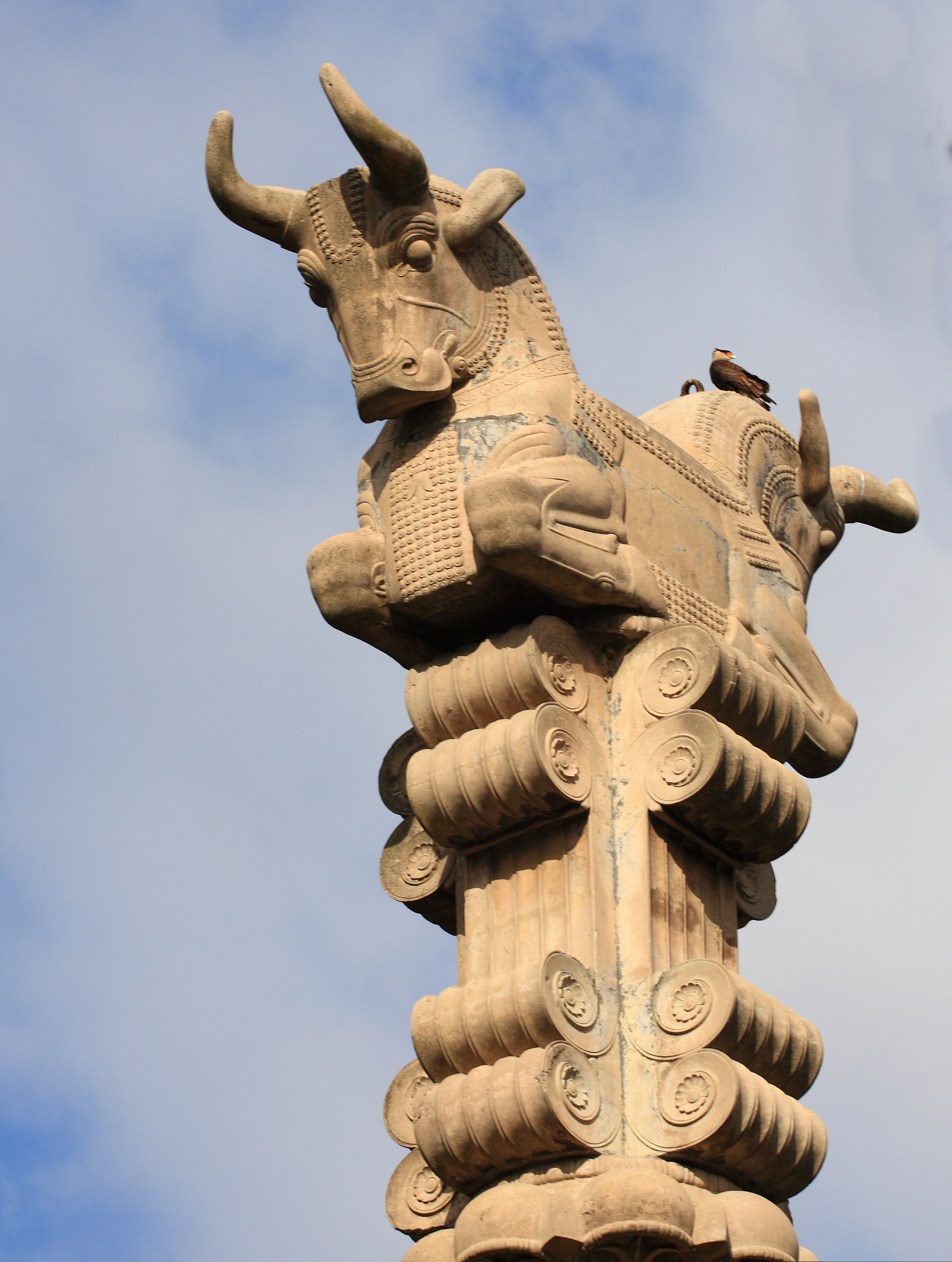
У Персеполісі

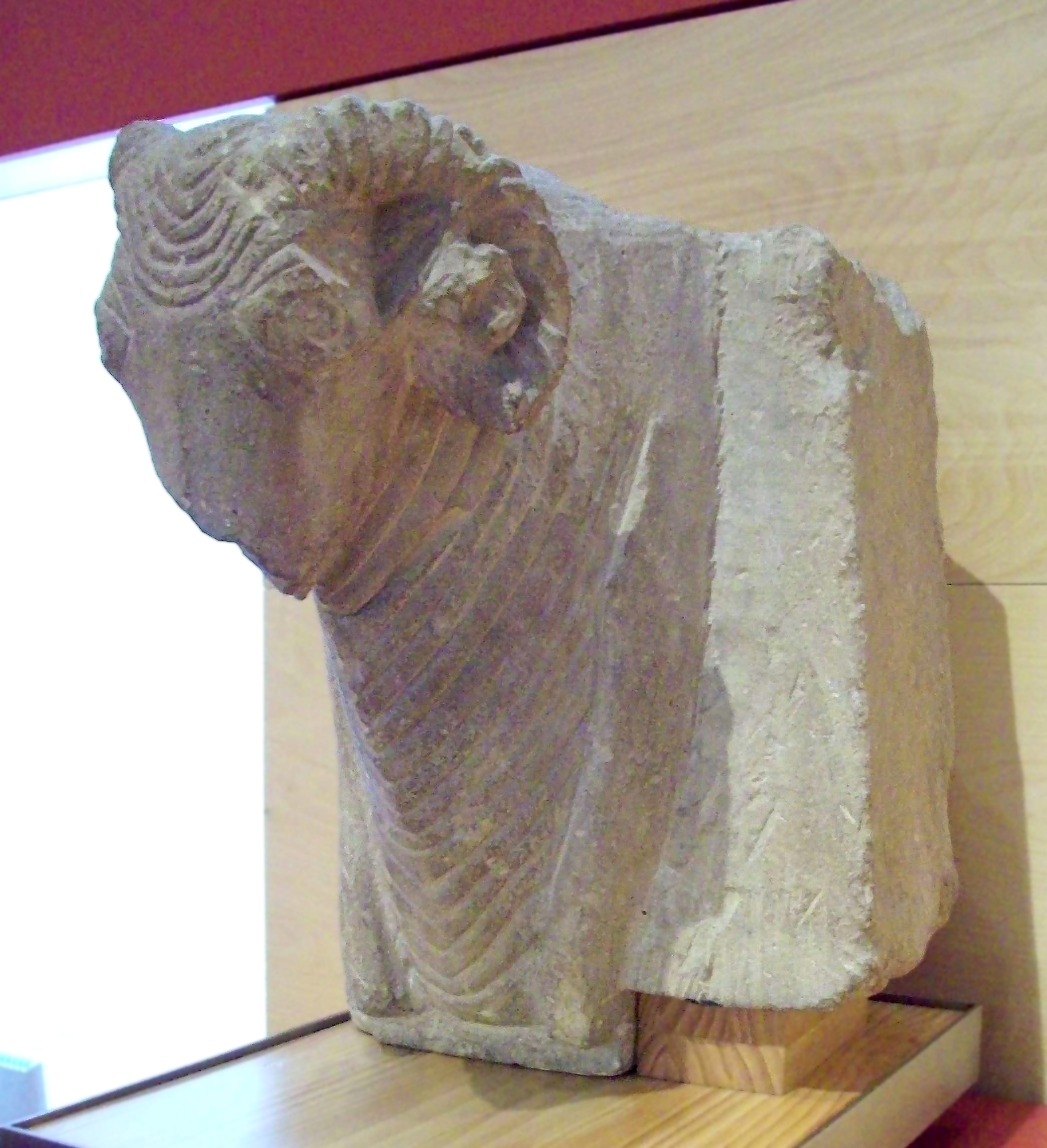
Іберська протома барана, III або II ст. до н.е.

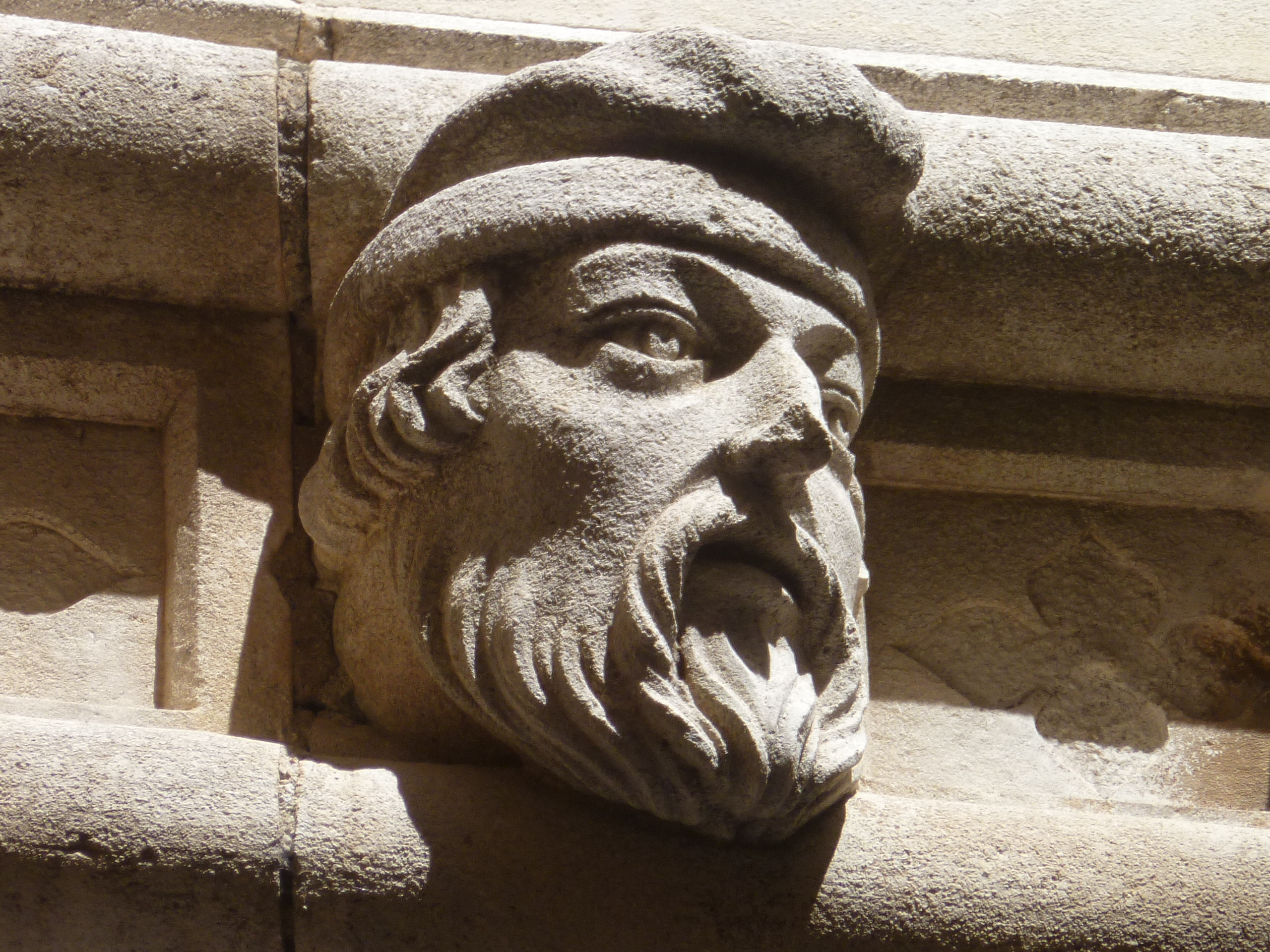
Різьблена голова на соборі Святого Якова в Шибенику, Хорватія; витесані в XV столітті Юраем Далматинцем

Протома (дав.-гр. προτομή — передня частина тіла, морда, голова) — зображення передньої частини тіла людини, тварини або міфологічної істоти : бика, коня, оленя або сфінкса, грифона. Протома — художній троп, типовий для архаїчного мистецтва: формоутворення за принципом синекдохи (зображення частини замість цілого), але ускладнений різноманітними символічними значеннями.

## Історія
Звірині протоми — поширена форма фігурного завершення ритона, скульптурного оформлення капітелі колони, предмета меблів, ювелірного виробу. Зображення протом відомі в давньогрецькому мистецтві VII—VI ст. до н. е., в мистецтві еллінізованого Сходу, в період елліністичних і постелліністичних монархій. Їхнє походження пов'язане з давнім культом полювання, коли зображення дикого звіра переносили на особистість вождя племені, воїна, пізніше монарха, які ніби перебирали на себе силу лева, грифона, барана або бика. Тому саме царські ритони робили фігурними, з протомами звірів. Наприклад, ритони ахеменідської Персії середини V ст. до н. е. або знамениті фігурні золоті фанагорійські посудини зі скарбу в Панагюріште, Болгарія (IV—III ст. до н. е.).
В архітектурі Персії VI—IV ст. до н. е. зустрічаються колони, завершені капітелями у вигляді здвоєних протом, між головами яких укладаються балки перекриття. Такі протоми витесували з каменю, яскраво розписували і золотили. Перські капітелі можна розглядати як один із проявів інтернаціонального «звіриного стилю».

### Словники
- Salvatore Battaglia: Grande dizionario della lingua italiana, Band 14, Turin 1988, p. 756.
- Louis Guilbert (Red.); René Lagane (Mitarbeit): Grand Larousse de la langue française : en 6 volumes, Band 5, Paris 1976, p. 4718.
- Paul Imbs (Hrsg.): Trésor de la langue française : dictionnaire de la langue du XIXe et du XXe siècle (1789–1960) , v. 13, Paris 1988.
- Ursula Kraif (Red.): Duden, das große Fremdwörterbuch : Herkunft und Bedeutung der Fremdwörter, Mannheim 2007, p. 1113.
- Henry George Liddell; Robert Scott: A Greek-English Lexicon, revised and augmented throughout by Sir Henry Stuart Jones, with the assistance of Roderick *McKenzie, Oxford 1940, Stichwort προτομή [1], Stichwort προτέμνω [2].
- Wilhelm Pape: Griechisch-deutsches Handwörterbuch, Band 2, Braunschweig 1880, προτομή, p. 793 [3], стаття προτέμνω, p. 791 [4].
- Manuel Seco; Olimpia Andrés; Gabino Ramos: Diccionario del español actual, v. 2, Madrid 1999, p. 3718.
- John A. Simpson: The Oxford English dictionary, Band 12, Oxford 1989, p. 697.

### Монографії, статті
- Marcella Barra Bagnasco, Protomi in terracotta da Locri Epizefiri. Contributo allo studio della scultura arcaica in Magna Grecia, Il Quadrante, Turin 1986.
- Silvio Ferri, Archeologia della protome, in : Annali della Scuola Normale Superiore di Pisa, Classe di Lettere e Filosofia Ser. 2, II, 1933, pp. 147–158.
- Klaus Tuchel,  Tiergefäße in Kopf- und Protomengestalt. Untersuchungen zur Formengeschichte tierköpfiger Gießgefäße, Gebr. Mann, Berlin, 1962.